# Leichtathletik-Europameisterschaften 2010/400 m Hürden der Frauen

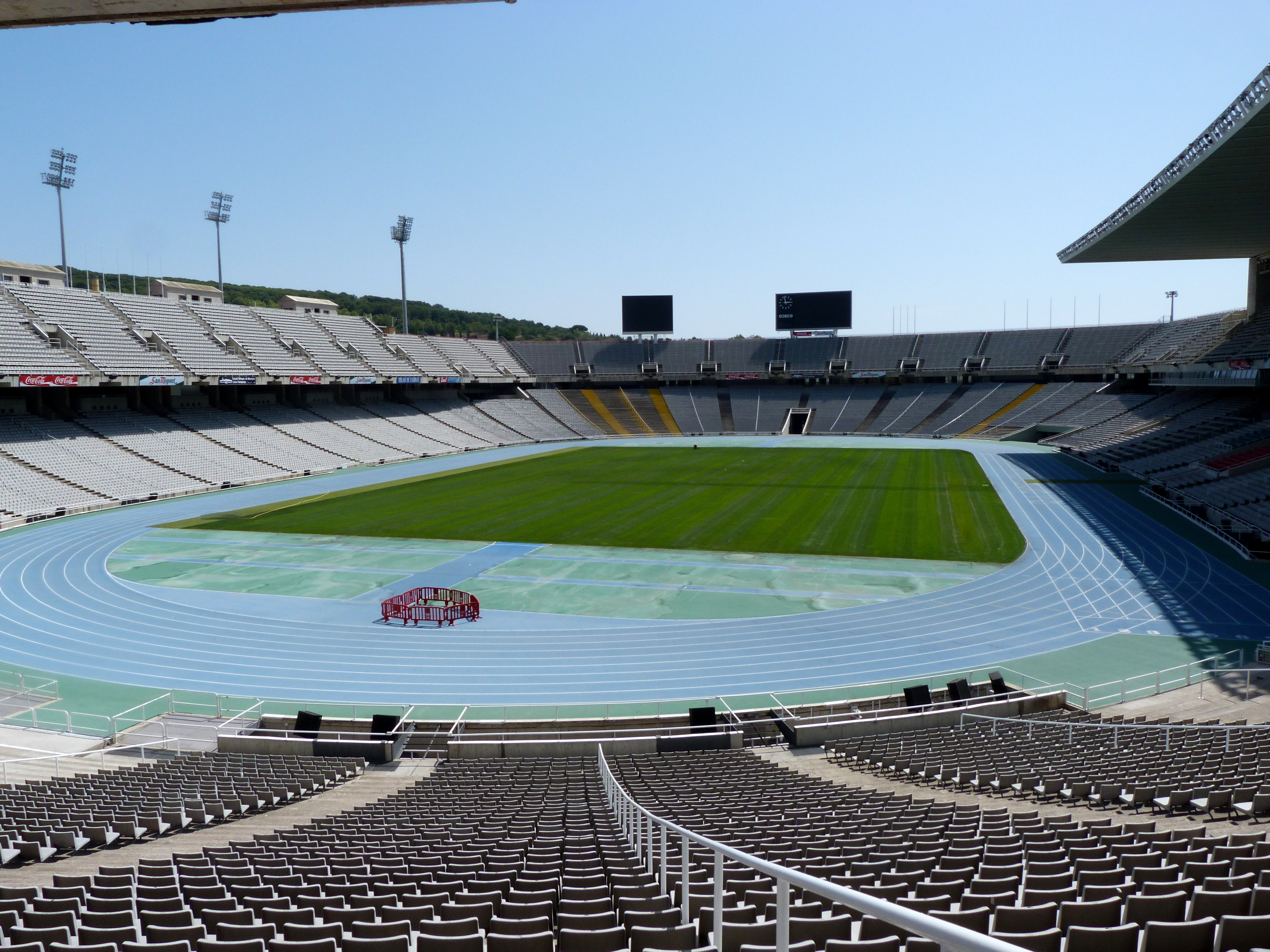
Das Olympiastadion Estadi Olímpic Lluís Companys
Barcelona im Jahr 2012

Der 400-Meter-Hürdenlauf der Frauen bei den Leichtathletik-Europameisterschaften 2010 wurde vom 27. bis 30. Juli 2010 im Olympiastadion Estadi Olímpic Lluís Companys der spanischen Stadt Barcelona ausgetragen.
Europameisterin wurde die Russin Natalja Antjuch. Sie gewann vor der Bulgarin Wanja Stambolowa. Bronze ging an die Britin Perri Shakes-Drayton.

## Rekorde

### Bestehende Rekorde
| Weltrekord           | 52,34 s | Julija Petschonkina | Tula, Russland               | 8. August 2003  |
| Europarekord         | 52,34 s | Julija Petschonkina | Tula, Russland               | 8. August 2003  |
| Meisterschaftsrekord | 53,32 s | Marina Stepanowa    | EM Stuttgart, BR Deutschland | 30. August 1986 |

### Rekordverbesserungen
Im Finale am 30. Juli wurde der bestehende EM-Rekord verbessert. Darüber hinaus gab es einen neuen Landesrekord.
- Meisterschaftsrekord: 52,92 s – Natalja Antjuch, Russland
- Landesrekord: 53,82 s – Wanja Stambolowa, Bulgarien

## Legende
Kurze Übersicht zur Bedeutung der Symbolik – so üblicherweise auch in sonstigen Veröffentlichungen verwendet:
| CR | Championshiprekord |
| NR | Nationaler Rekord  |

## Vorrunde
Die Vorrunde wurde in vier Läufen durchgeführt. Die ersten drei Athletinnen pro Lauf – hellblau unterlegt – sowie die darüber hinaus vier zeitschnellsten Läuferinnen – hellgrün unterlegt – qualifizierten sich für das Halbfinale.

### Vorlauf 1
27. Juli 2010, 10:00 Uhr
| Platz | Name                 | Nation         | Zeit (s) |
| ----- | -------------------- | -------------- | -------- |
| 1     | Angela Moroșanu      | Rumänien       | 55,11    |
| 2     | Perri Shakes-Drayton | Großbritannien | 55,35    |
| 3     | Hanna Titimez        | Ukraine        | 55,58    |
| 4     | Manuela Gentili      | Italien        | 56,16    |
| 5     | Nikolina Horvat      | Kroatien       | 56,64    |
| 6     | Stine Tomb           | Norwegen       | 57,10    |
| 7     | Sofie Persson        | Schweden       | 57,23    |
| 8     | Justine Kinney       | Irland         | 57,39    |

### Vorlauf 2

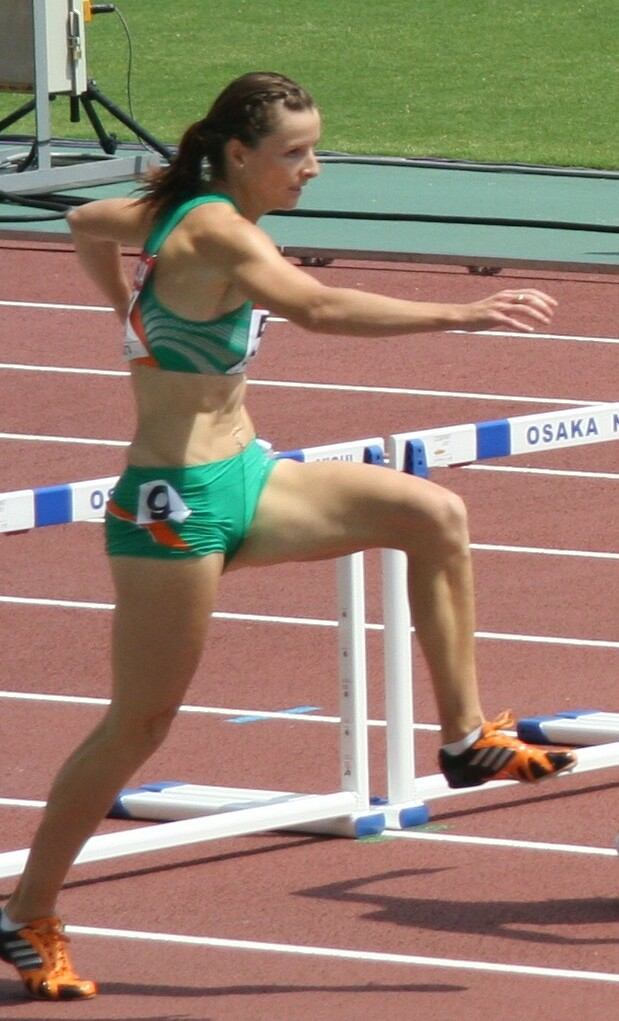
Als Fünfte ihres Vorlaufs verpasste Michelle Carey den Einzug in die nächste Runde

27. Juli 2010, 10:08 Uhr
| Platz | Name                              | Nation     | Zeit (s) |
| ----- | --------------------------------- | ---------- | -------- |
| 1     | Zuzana Hejnová                    | Tschechien | 55,36    |
| 2     | Jewgenija Issakowa                | Russland   | 55,64    |
| 3     | Élodie Ouédraogo                  | Belgien    | 55,80    |
| 4     | Hanna Yaroshchuk                  | Ukraine    | 55,88    |
| 5     | Michelle Carey                    | Irland     | 57,59    |
| 6     | Birsen Engin                      | Türkei     | 58,19    |
| 7     | Kristín Birna Ólafsdóttir-Johnson | Island     | 58,34    |
| 8     | Laia Forcadell                    | Spanien    | 58,80    |

### Vorlauf 3

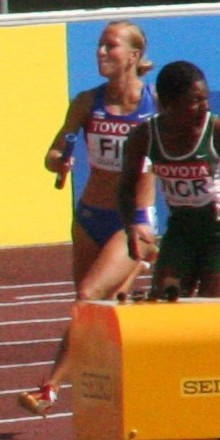
Ilona Ranta (links) schied als Sechste ihres Vorlaufs aus

27. Juli 2010, 10:16 Uhr
| Platz | Name             | Nation         | Zeit (s) |
| ----- | ---------------- | -------------- | -------- |
| 1     | Wanja Stambolowa | Bulgarien      | 54,77    |
| 2     | Eilidh Child     | Großbritannien | 55,82    |
| 3     | Natalja Iwanowa  | Russland       | 55,83    |
| 4     | Zuzana Bergrová  | Tschechien     | 56,55    |
| 5     | Patrícia Lopes   | Portugal       | 56,78    |
| 6     | Ilona Ranta      | Finnland       | 56,94    |
| 7     | Brona Furlong    | Irland         | 58,13    |
| 8     | Özge Gürler      | Türkei         | 58,98    |

### Vorlauf 4

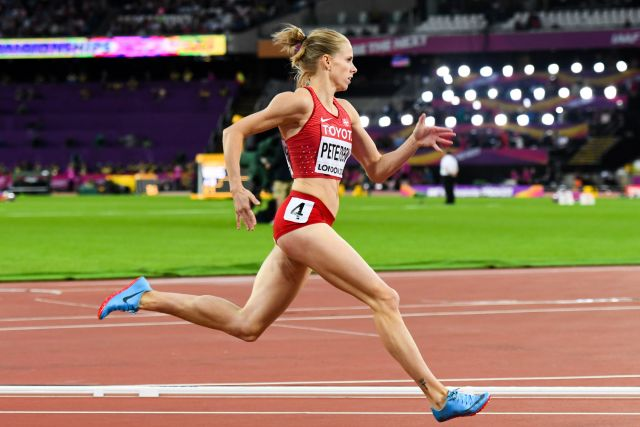
Sara Slott Petersen, 2016 Europameisterin, scheiterte als Fünfte ihres Vorlaufs
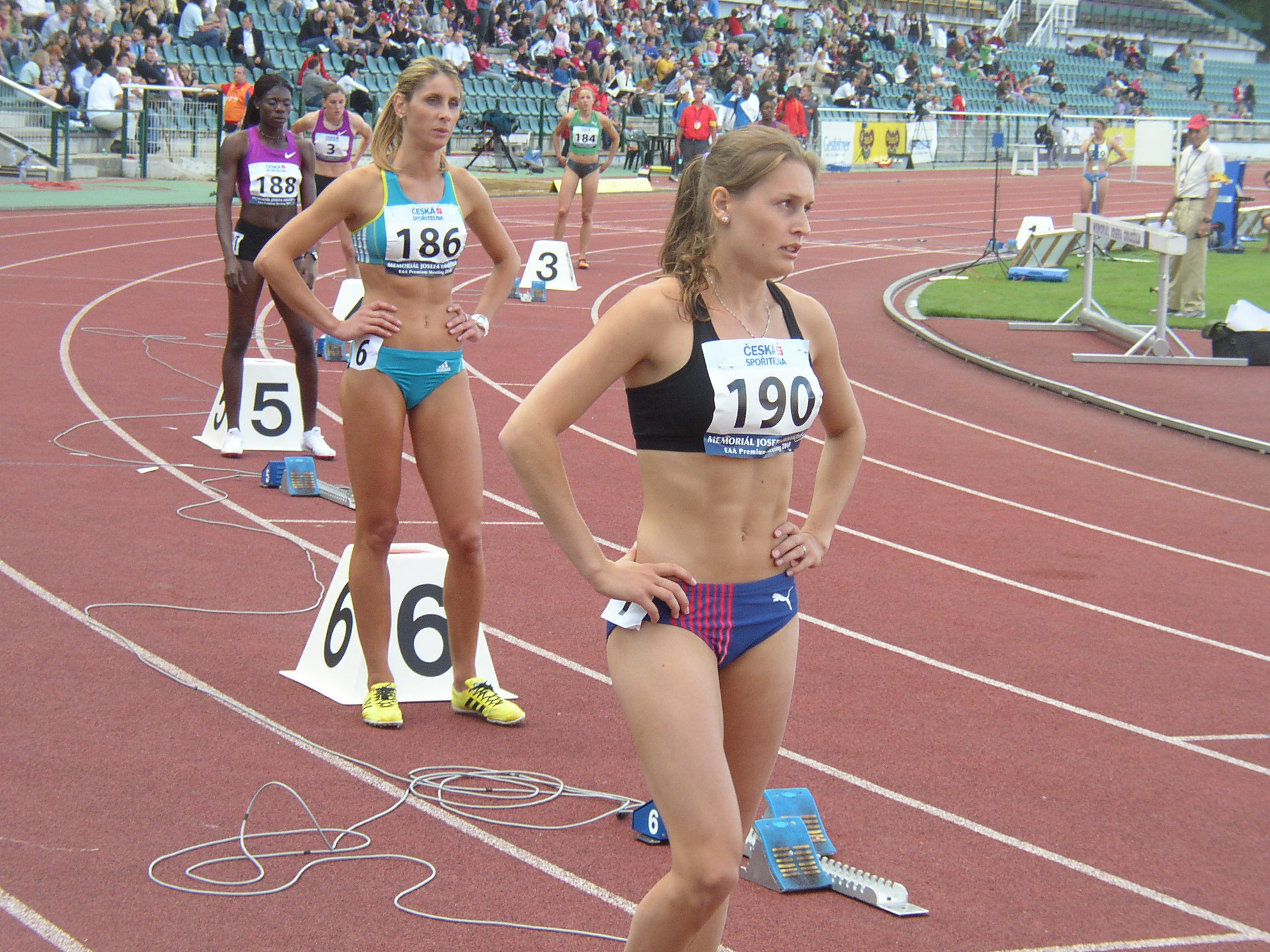
Rang sieben im zweiten Vorlauf war für Kristina Volfová (Nr. 190) zu wenig, um im Finale dabei zu sein

27. Juli 2010, 10:24 Uhr
| Platz | Name                     | Nation      | Zeit (s) |
| ----- | ------------------------ | ----------- | -------- |
| 1     | Natalja Antjuch          | Russland    | 54,29    |
| 2     | Fabienne Kohlmann        | Deutschland | 55,69    |
| 3     | Ieva Zunda               | Lettland    | 56,02    |
| 4     | Marzena Kościelniak      | Polen       | 56,52    |
| 5     | Sara Slott Petersen      | Dänemark    | 57,28    |
| 6     | Anastassija Rabtschenjuk | Ukraine     | 57,72    |
| 7     | Kristina Volfová         | Tschechien  | 58,48    |
| 8     | Amalja Scharojan         | Armenien    | 63,37    |

## Halbfinale
Aus den beiden Halbfinalläufen qualifizierten sich die jeweils ersten drei Athletinnen – hellblau unterlegt – sowie die darüber hinaus zwei zeitschnellsten Läuferinnen – hellgrün unterlegt – für das Finale.

### Lauf 1

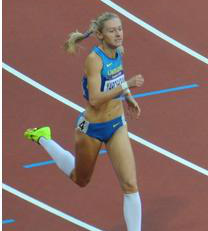
Hanna Yaroshchuk erreichte als Sechste des ersten Halbfinallaufs nicht das Finale
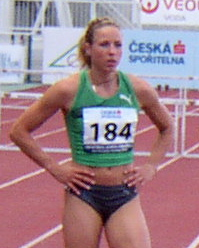
Zuzana Bergrová wurde Siebte in ihrem Semifinalrennen und schied damit aus
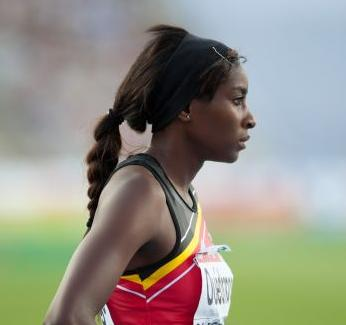
Élodie Ouédraogo – abgeschlagene Achte im ersten Semifinale

28. Juli 2010, 10:00 Uhr
| Platz | Name               | Nation         | Zeit (s) |
| ----- | ------------------ | -------------- | -------- |
| 1     | Angela Moroșanu    | Rumänien       | 54,67    |
| 2     | Wanja Stambolowa   | Bulgarien      | 54,73    |
| 3     | Jewgenija Issakowa | Russland       | 54,81    |
| 4     | Eilidh Child       | Großbritannien | 55,27    |
| 5     | Natalja Iwanowa    | Russland       | 55,31    |
| 6     | Hanna Yaroshchuk   | Ukraine        | 56,29    |
| 7     | Zuzana Bergrová    | Tschechien     | 57,41    |
| 8     | Élodie Ouédraogo   | Belgien        | 58,60    |

### Lauf 2

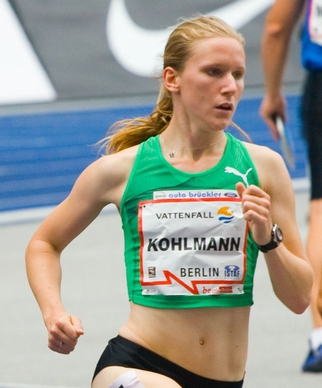
Als Vierte ihres Semifinallaufs scheiterte Fabienne Kohlmann im Halbfinale um einen Rang
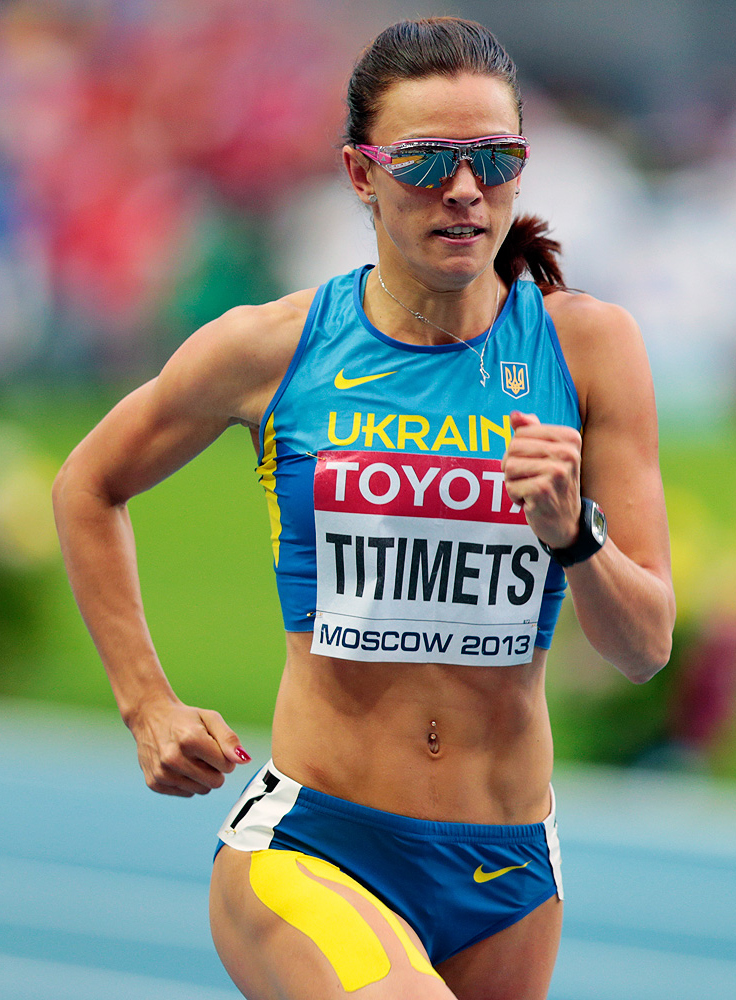
Hanna Titimez schied als Fünfte ihres Halbfinalrennens aus

28. Juli 2010, 10:08 Uhr
| Platz | Name                 | Nation         | Zeit (s) |
| ----- | -------------------- | -------------- | -------- |
| 1     | Natalja Antjuch      | Russland       | 54,28    |
| 2     | Zuzana Hejnová       | Tschechien     | 54,61    |
| 3     | Perri Shakes-Drayton | Großbritannien | 54,73    |
| 4     | Fabienne Kohlmann    | Deutschland    | 55,49    |
| 5     | Hanna Titimez        | Ukraine        | 55,84    |
| 6     | Ieva Zunda           | Lettland       | 56,37    |
| 7     | Manuela Gentili      | Italien        | 56,56    |
| 8     | Marzena Kościelniak  | Polen          | 56,72    |

## Finale

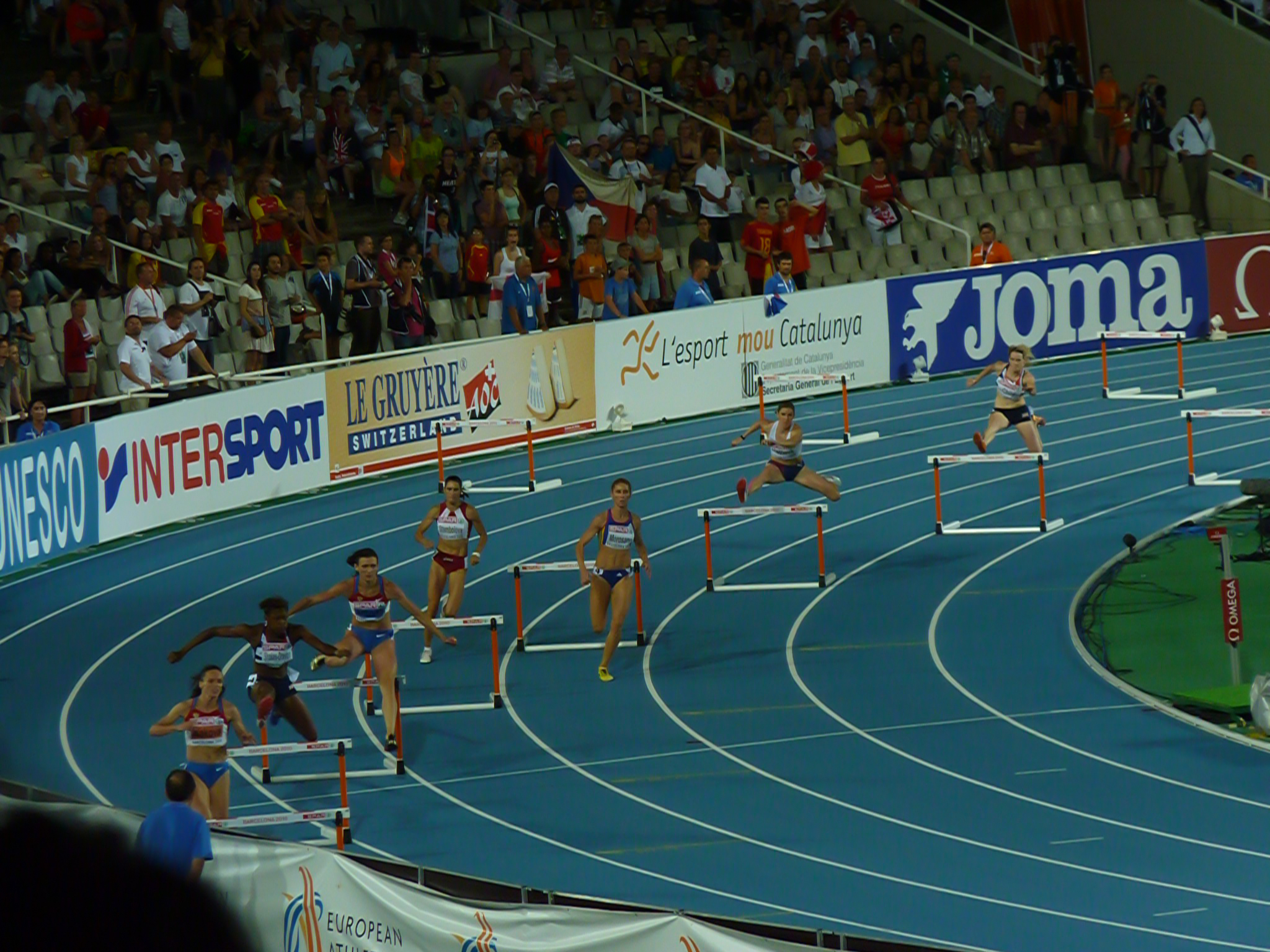
Zielkurve des Finales über 400 Meter Hürden

30. Juli 2010, 21:40 Uhr
| Platz | Name                 | Nation         | Zeit (s) |
| ----- | -------------------- | -------------- | -------- |
| 1     | Natalja Antjuch      | Russland       | 52,92 CR |
| 2     | Wanja Stambolowa     | Bulgarien      | 53,82 NR |
| 3     | Perri Shakes-Drayton | Großbritannien | 54,18    |
| 4     | Zuzana Hejnová       | Tschechien     | 54,30    |
| 5     | Angela Moroșanu      | Rumänien       | 54,58    |
| 6     | Jewgenija Issakowa   | Russland       | 54,59    |
| 7     | Natalja Iwanowa      | Russland       | 55,51    |
| 8     | Eilidh Child         | Großbritannien | 55,51    |

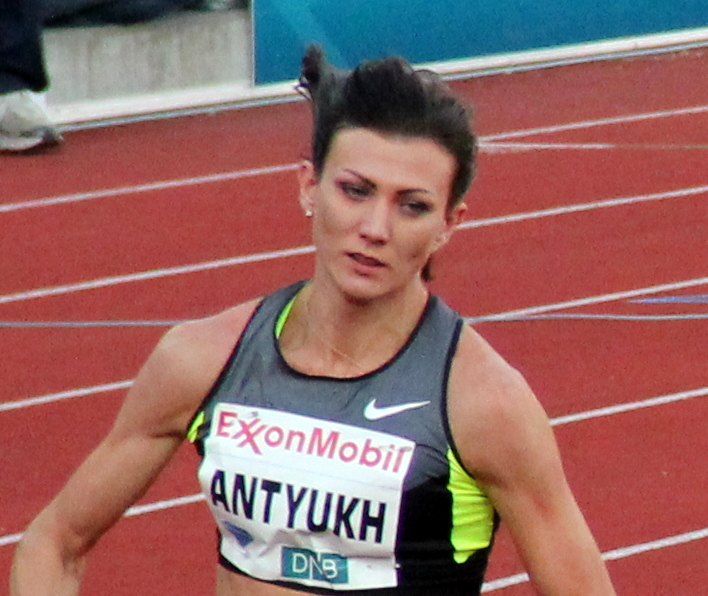
Natalja Antjuch – Europameisterin mit Meisterschaftsrekord
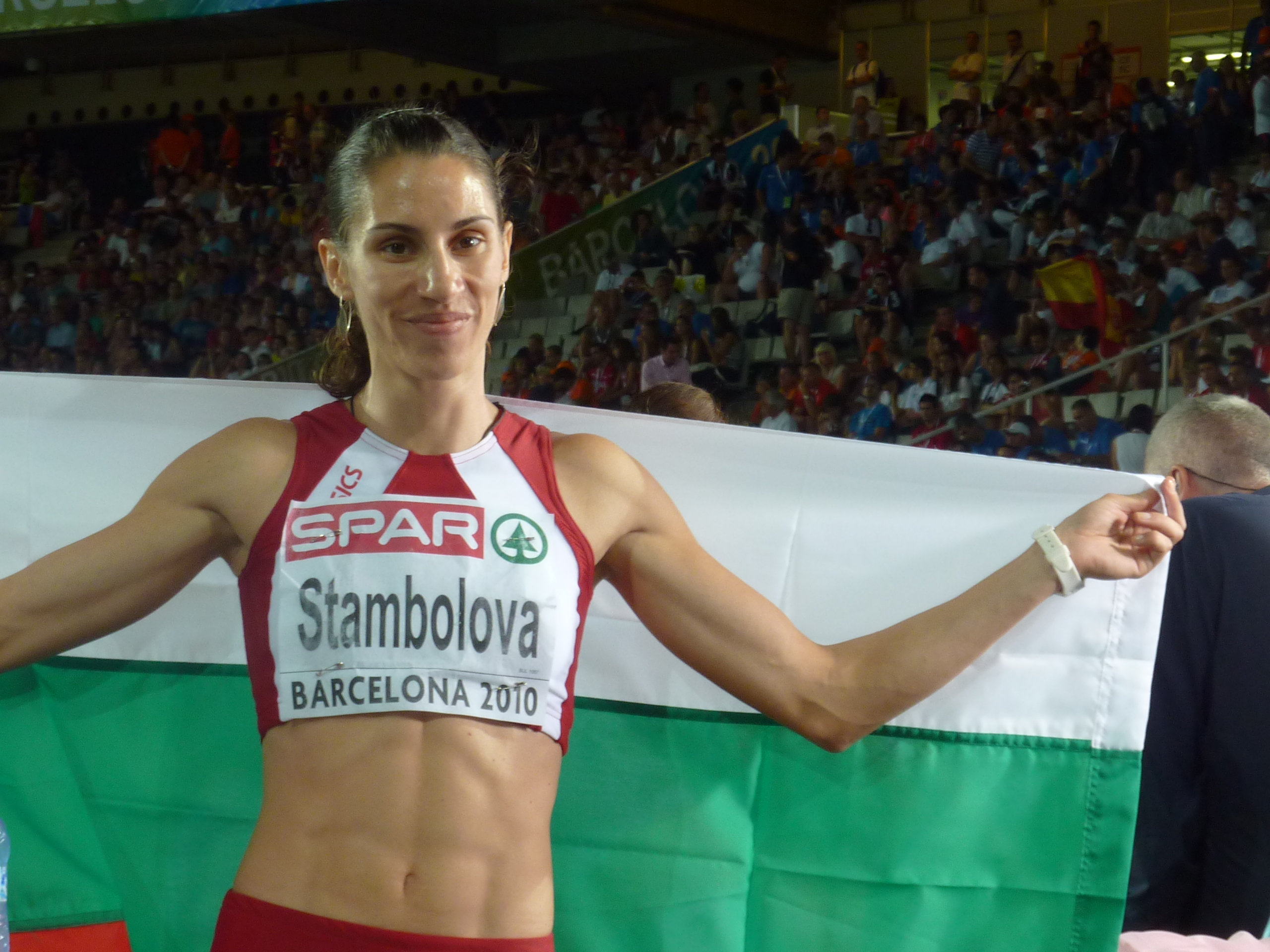
Vizeeuropameisterin Wanja Stambolowa
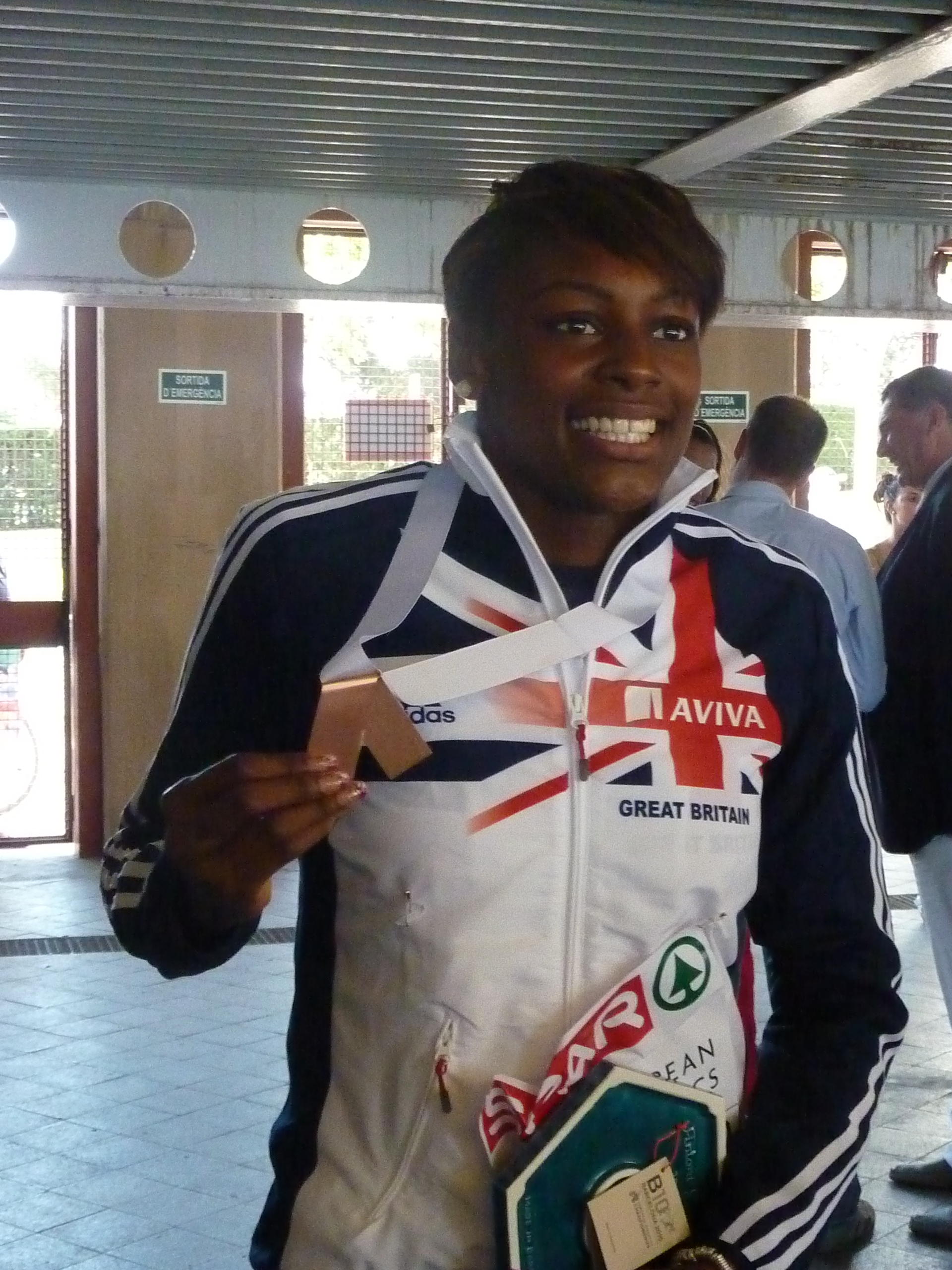
Bronzemedaillengewinnerin Perri Shakes-Drayton

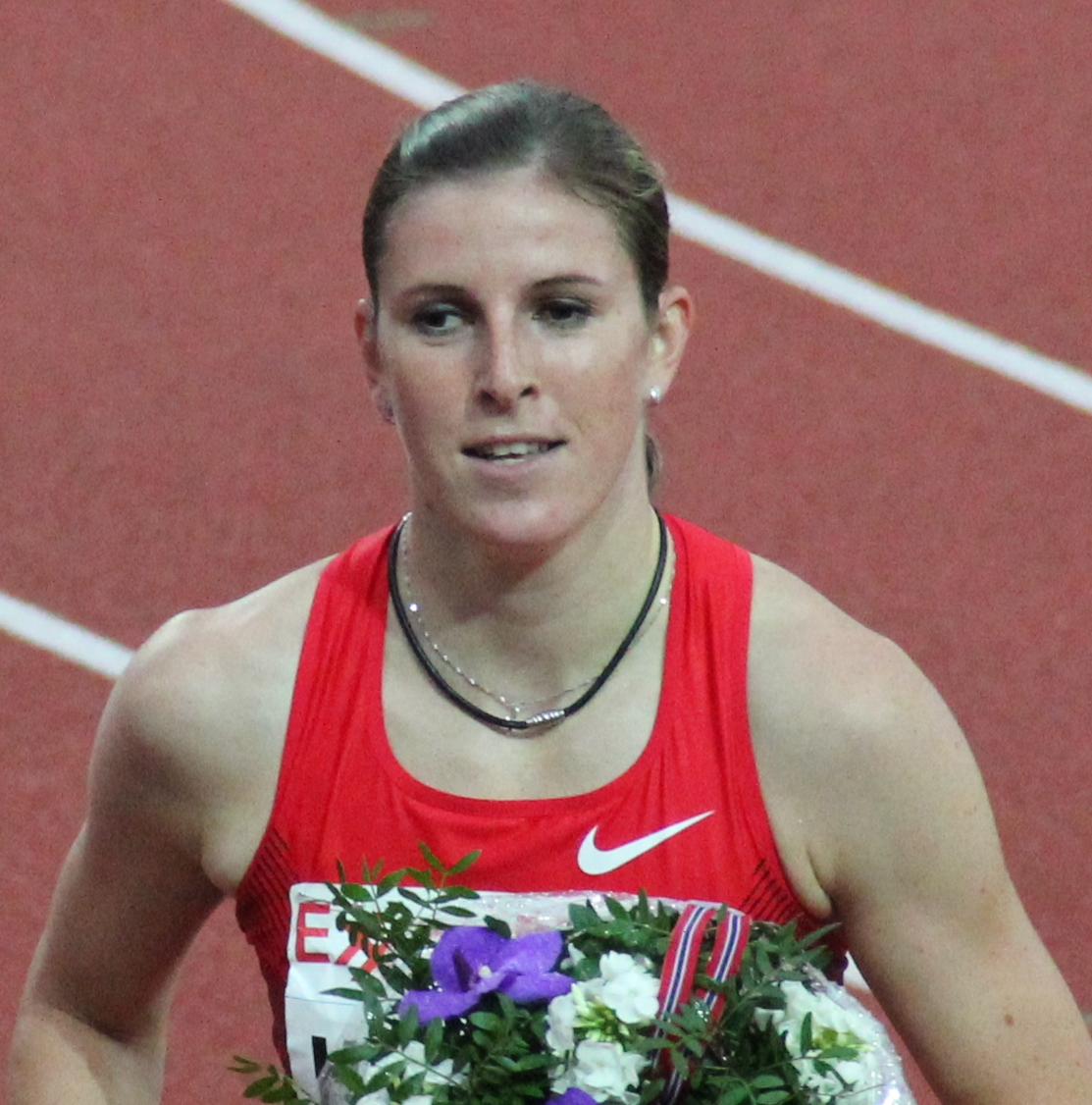
Zuzana Hejnová belegte Rang vier – sie hatte unter anderem zwei WM-Titel (2013/2015) noch vor sich
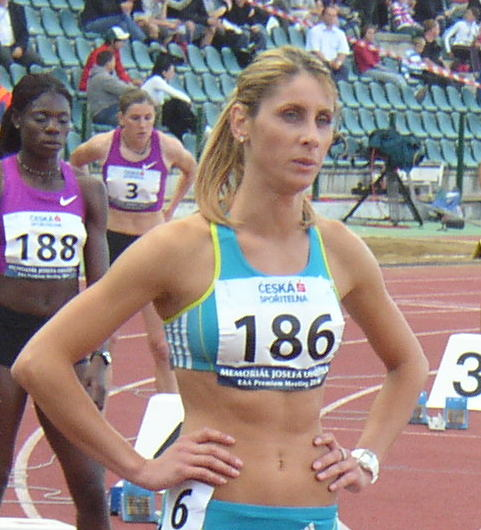
Angela Moroșanu wurde Fünfte
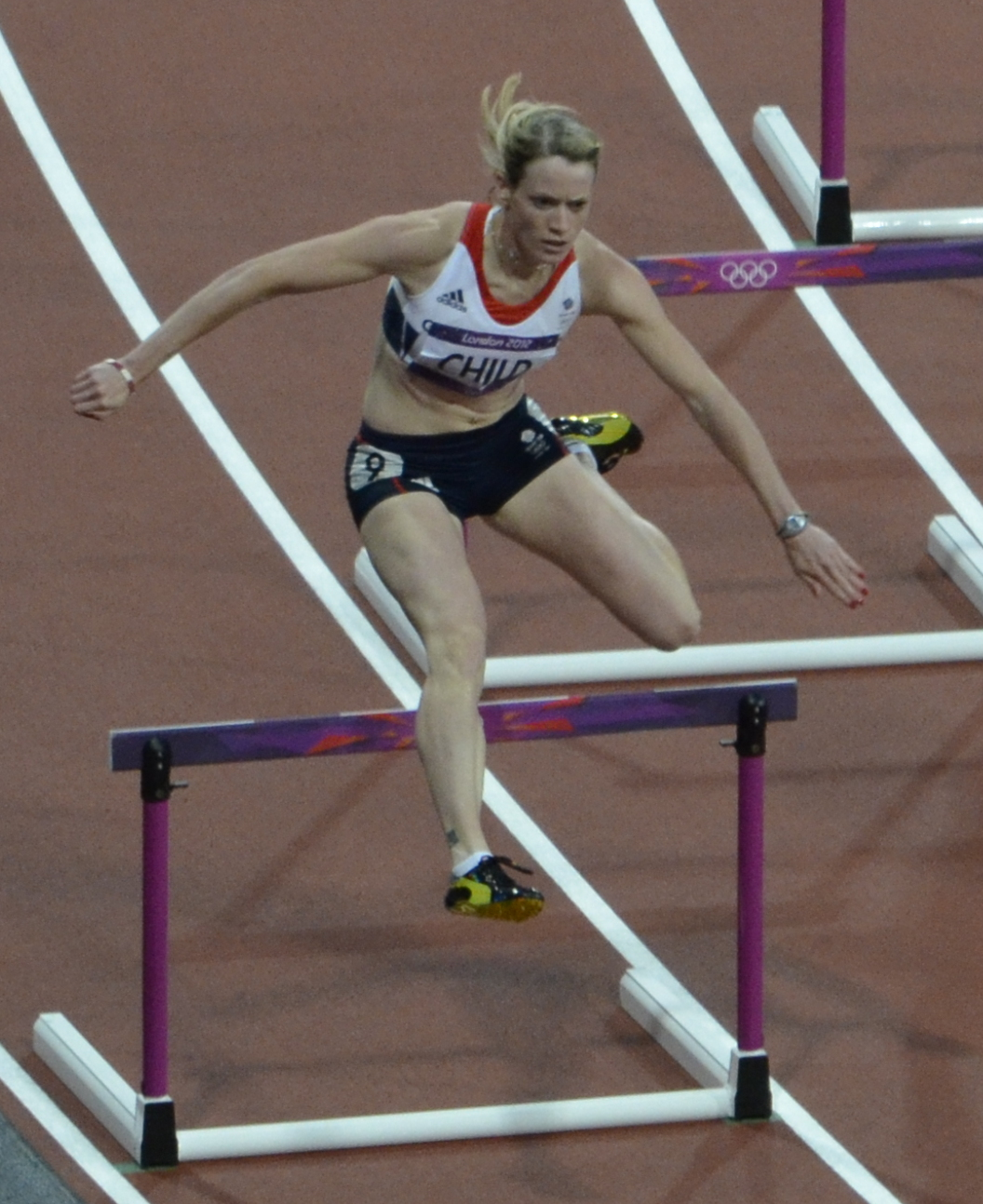
Die achtplatzierte Eilidh Child

## Videolink
- Natalya Antyukh wins 400m Hurdles in European Athletics Championships 2010, youtube.com (englisch), abgerufen am 20. Februar 2023